# 結集!!青森力
結集!!青森力（けっしゅう あおもりりょく）は、東北新幹線新青森(=全線)開業に伴う｢キャンペーンキャッチコピー｣である。

## 概要
- 当キャンペーンは、2010年12月の東北新幹線新青森開業に伴い、開業機運を盛り上げる為、青森県が中心となって制定されたキャッチコピーである。
- なお、青森県内の民放局では、このキャッチコピーを使用した番組が放送されている。

## 関連番組
- 青森放送テレビ - ｢会いたい～138万青森県民から｣[1]（火曜日21:54～22:00･｢結集!!青森力｣が使用されていないが、実質は新幹線全線開業に関連している番組。）
- 青森放送ラジオ - ｢ピューっと、新幹線でおいでよ｣（日曜日14:30～14:45･良平のラジオにおいでよ!!内･テレビ同様、｢結集!!青森力｣が使用されていないが、実質は新幹線全線開業に関連している番組。）
- 青森テレビ - ｢結集･青森力 いちおし!青森うまいもの」（月曜日と火曜日19:50～19:55）
- 青森朝日放送 - ｢結集!!青森力～未来へつながる夢レール～｣（日曜日17:55～18:00）
- なお、エフエム青森では関連番組を放送していないが、『結集!!青森力｢夢･MESSENGER｣』として40秒のスポットCMが放送されている。